# یواس‌سی‌جی‌سی کاب (دبلیوپی‌جی-۱۸۱)
یواس‌سی‌جی‌سی کاب (دبلیوپی‌جی-۱۸۱) (به انگلیسی: USCGC Cobb (WPG-181)) یک کشتی بود که طول آن ۳۰۰ فوت (۹۱ متر) بود. این کشتی در سال ۱۹۰۶ ساخته شد.